# Валя-Сяке (Прахова)
Валя-Сяке (рум. Valea Seacă) — село у повіті Прахова в Румунії. Входить до складу комуни Горнет-Кріков.
Село розташоване на відстані 75 км на північ від Бухареста, 26 км на північний схід від Плоєшті, 142 км на захід від Галаца, 79 км на південний схід від Брашова.

## Населення
За даними перепису населення 2002 року у селі проживали 182 особи, усі — румуни. Усі жителі села рідною мовою назвали румунську.